# Het Gooi
Het Gooi (offiziell auch Gooiland) ist eine Region in der Provinz Nordholland, zwischen Amsterdam, Amersfoort und Utrecht gelegen. Zur von Heide, Wald, Wiesen und kleinen Seen geprägten Region zählen neben vielen authentischen Ortschaften verschiedene wichtige Naturschutzgebiete südlich des IJsselmeers.

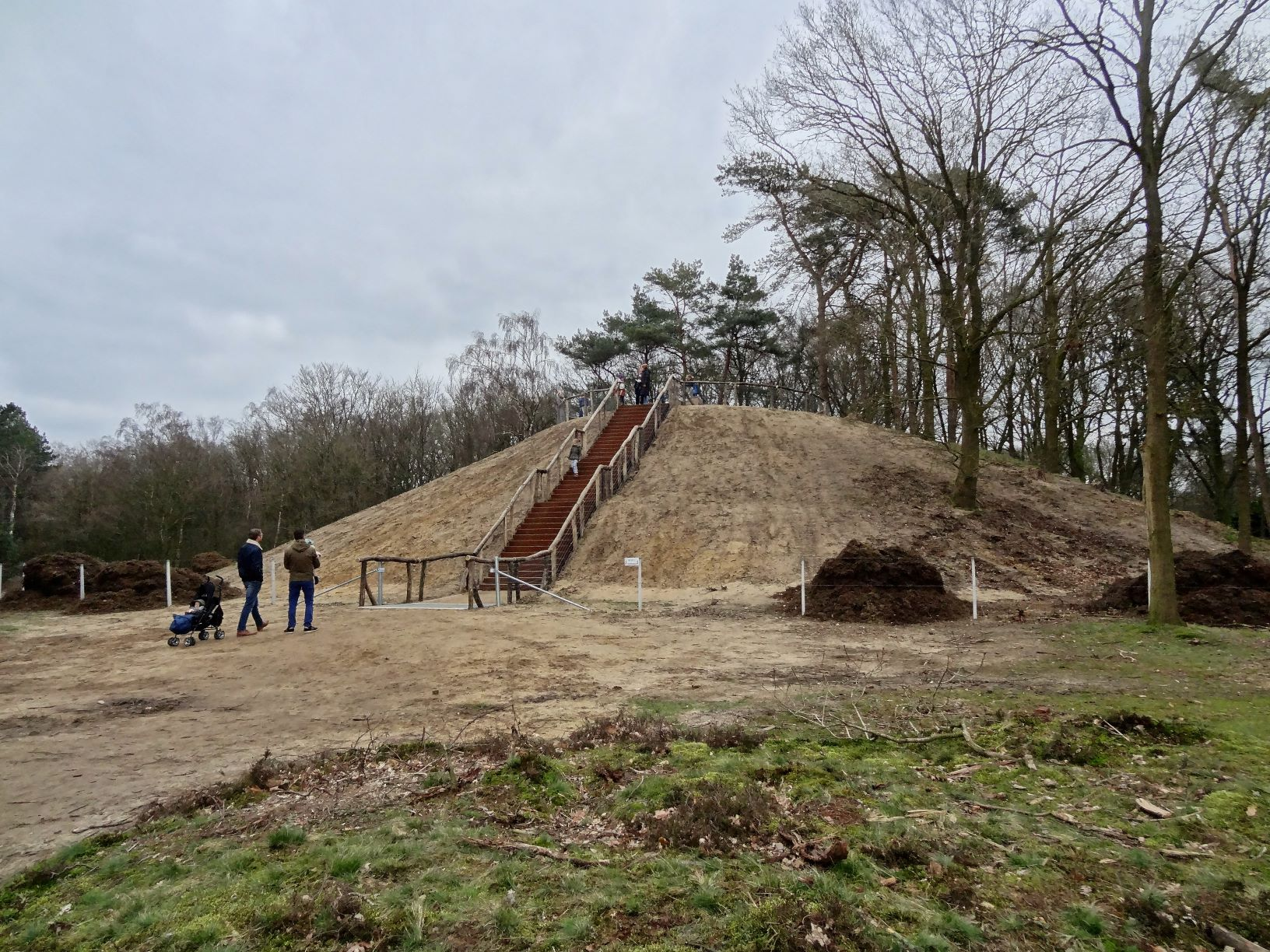
Der acht Meter hohe Tafelberg ist mit 39 Metern der höchste Punkt in Het Gooi. Über ihn verläuft die Gemeindegrenze zwischen Blaricum und Huizen.

Das Wort Gooi ist eine alte Nebenform des niederländischen Wortes gouw (deutsch Gau).
Zu den größten gooischen Gemeinden zählen Hilversum (als Hauptort), Huizen, Gooise Meren, Laren und Blaricum.
Der Kulturraum ist bereits seit mehr als 3000 Jahren besiedelt.
Im allgemeinen niederländischen Sprachgebrauch wird Het Gooi auch verbunden mit dem Wohlstand seiner Bewohner bzw. mit der speziell im Raum Hilversum sehr stark vertretenen Medienwelt (Rundfunk- und Fernsehsender).
In der von Linda de Mol entwickelten Serie Feine Freundinnen (Originaltitel: Gooische Vrouwen), von der das ZDF im Sommer 2007 nur die erste Staffel zeigte, werden einige der angeblich typischen gooischen Eigenschaften und Dinge dargestellt: Wohlstand, die gooischen Matratzen, repräsentative Häuser und teure Autos.

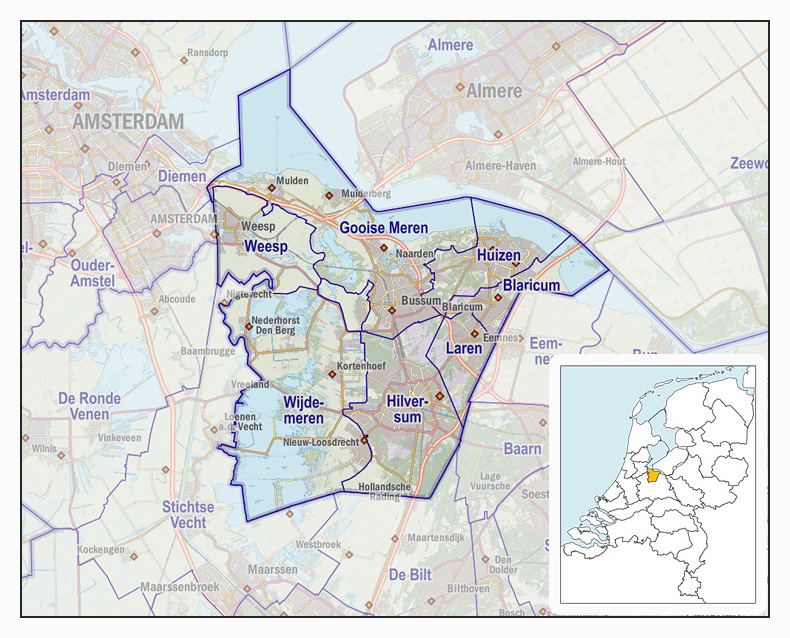
Het Gooi bildet den nördlichen und östlichen Teil der hier dargestellten Sicherheitsregion Gooi en Vechtstreek